# Eremitu
Eremitu (veraltet Remetea Secuiască; ungarisch Nyárádremete auch Köszvényesremete) ist eine Gemeinde im Kreis Mureș in der Region Siebenbürgen in Rumänien.

## Geographische Lage

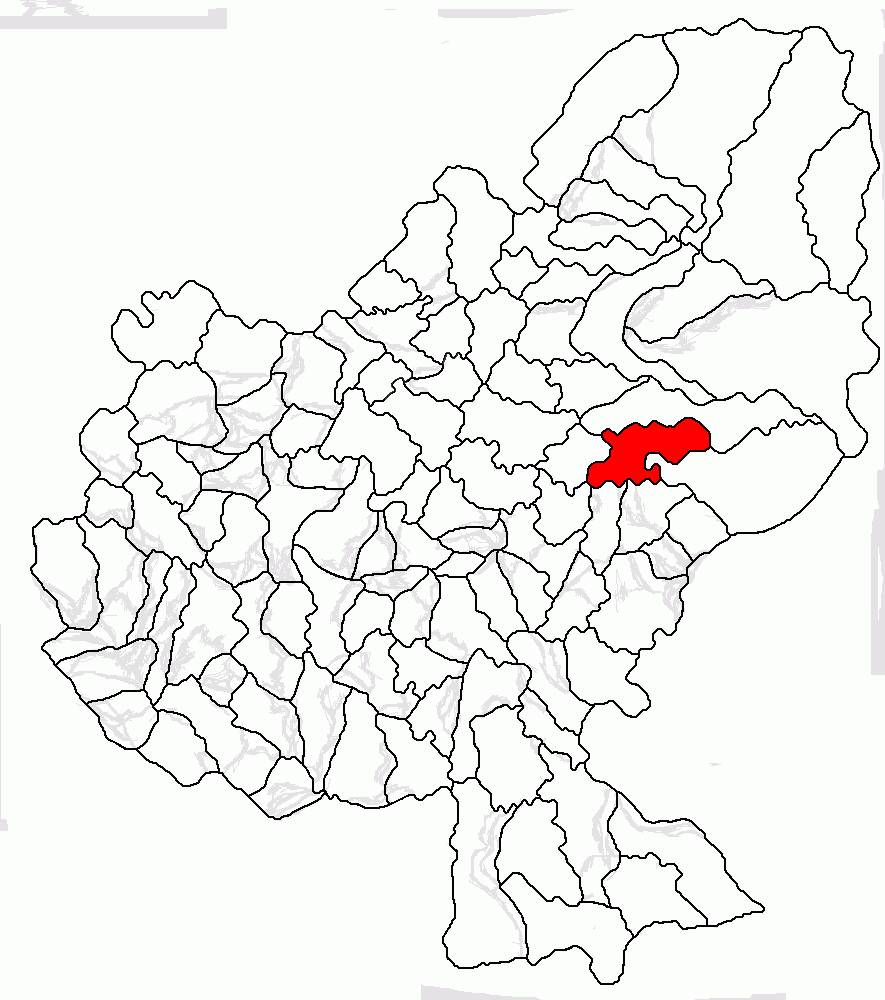
Lage der Gemeinde Eremitu im Kreis Mureș

Die Gemeinde Eremitu liegt nördlich des Kokel-Hochlands (Podișul Târnavelor) im Siebenbürgischen Becken. Am Niraj (Niersch) – ein linker Zufluss des Mureș (Mieresch) – und der Kreisstraße (Drum județean) DJ 153, befindet sich der Ort Eremitu 19 Kilometer nordwestlich von der Kleinstadt Sovata und etwa 38 Kilometer nordöstlich von der Kreishauptstadt Târgu Mureș (Neumarkt am Mieresch) entfernt. Die eingemeindeten Dörfer befinden sich drei bis neun Kilometer vom Gemeindezentrum entfernt.

## Geschichte
Der Ort Eremitu, von Szekler gegründet, wurde erstmals 1567 urkundlich erwähnt.
Eine frühere Besiedlung des Ortes Eremitu, bei den fünf Resten von Burgruinen auf dessen Areal (Izvorul mirajului (Nyárádfö), Curmătura (Szakadát), Cetatea lui Tompa (Tompatetö), Cetatea Vityál (Vityálvára), Cetatea Bélmezö (Bélmezövára)), wurde noch keinem Zeitalter zugeordnet, ein Steinbeil hingegen in die Jungsteinzeit.
Auf dem Areal des eingemeindeten Dorfes Călugăreni (ungarisch Mikháza) wurden Reste des römischen Kastells Călugăreni und weiter archäologische Befunde der Römerzeit festgestellt. In Călugăreni und in Dămieni (Deményháza) wird eine Römerstraße verzeichnet.
Im Königreich Ungarn gehörte die heutige Gemeinde dem Stuhlbezirk Nyáradszereda im Komitat Maros-Torda, anschließend dem historischen Kreis Mureș und ab 1950 dem heutigen Kreis Mureș an.

## Bevölkerung
Die Bevölkerung der Gemeinde Eremitu entwickelte sich wie folgt:
| 1850 | 2.907 | 113 | 2.637 | 2  | 155 |
| 1920 | 4.078 | 264 | 3.698 | 11 | 105 |
| 1956 | 5.177 | 245 | 4.886 | 8  | 38  |
| 2002 | 3.872 | 140 | 3.561 | 3  | 168 |
| 2011 | 3.893 | 163 | 3.465 | -  | 265 |
| 2021 | 3.952 | 194 | 3.178 | -  | 580 |

Seit 1850 wurde auf dem Gebiet der heutigen Gemeinde die höchste Einwohnerzahl und gleichzeitig die der Magyaren 1956 registriert. Die höchste Einwohnerzahl der Rumänen (288) wurde 1966, die der Roma (416) 2021 und die der Rumäniendeutschen 1920 ermittelt.

## Sehenswürdigkeiten
- Im Gemeindezentrum, werden die beiden Burgen Cetatea Mare und Cetatea Mică auf dem Areal von den Einheimischen genannt Tâmpa (ungarisch Tompa) der Römerzeit, die Burg Cetatea Vityál (Vityálvára)  nach Angaben des rumänischen Kulturministeriums dem 12. Jahrhundert zugeordnet. Die römisch-katholische Kirche im 15. Jahrhundert errichtet, steht unter Denkmalschutz.[8]
- Im eingemeindeten Dorf Călugăreni, auf dem Areal Ținutul Cetății die archäologische Grabungsstätte Kastell Călugăreni und die römisch-katholische Kirche des ehemaligen Franziskanerklosters, von 1666 bis 1678 errichtet,[9] stehen unter Denkmalschutz.[8]
- Im eingemeindeten Dorf Câmpu Cetății (Vármező), ein Ringwall bei siebeneinhalb Kilometer vom Gipfel Dealul Cetății entfernt, steht unter Denkmalschutz.[8]

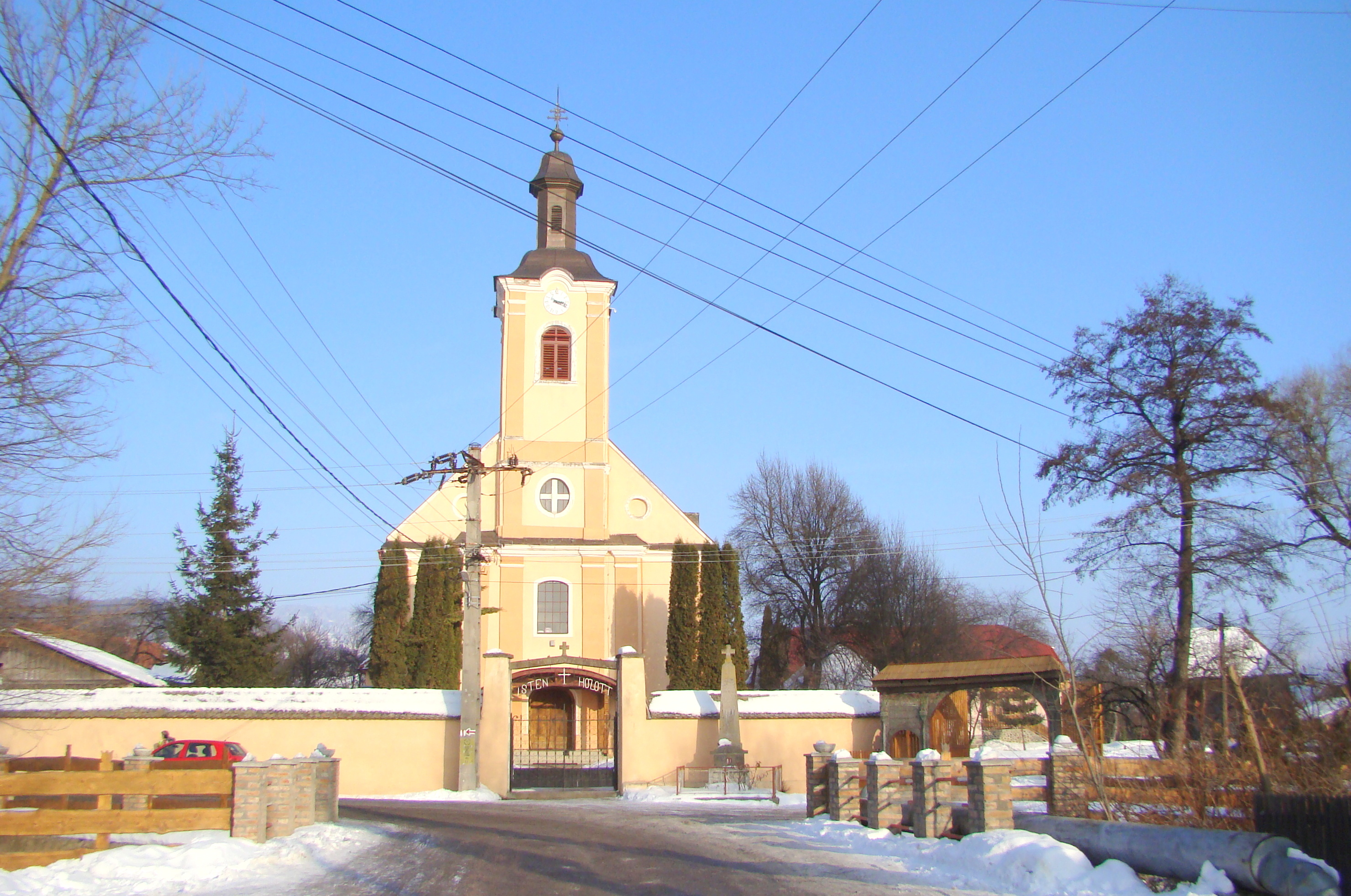
Kirche in Eremitu
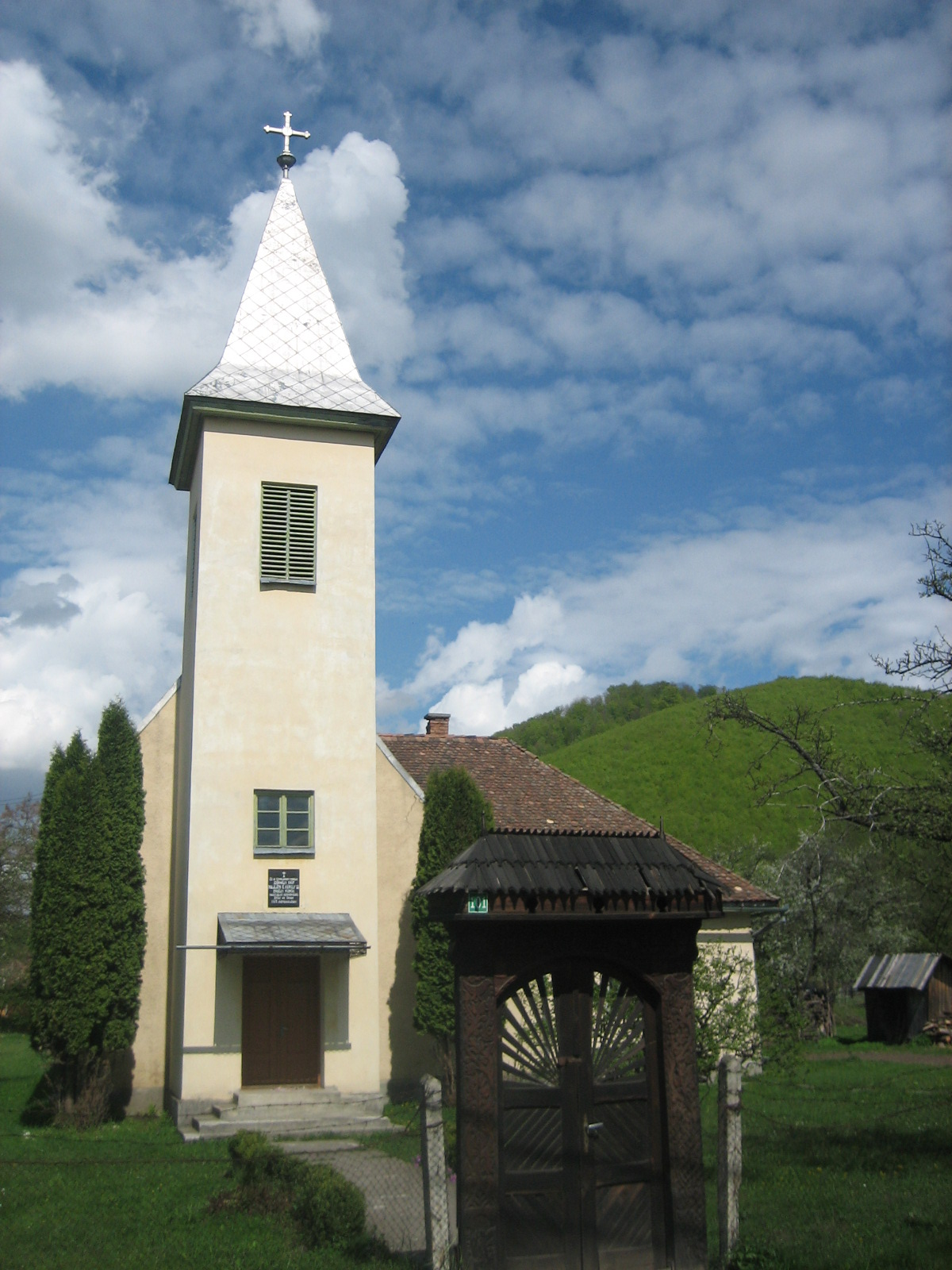
Kirche in Câmpu Cetății
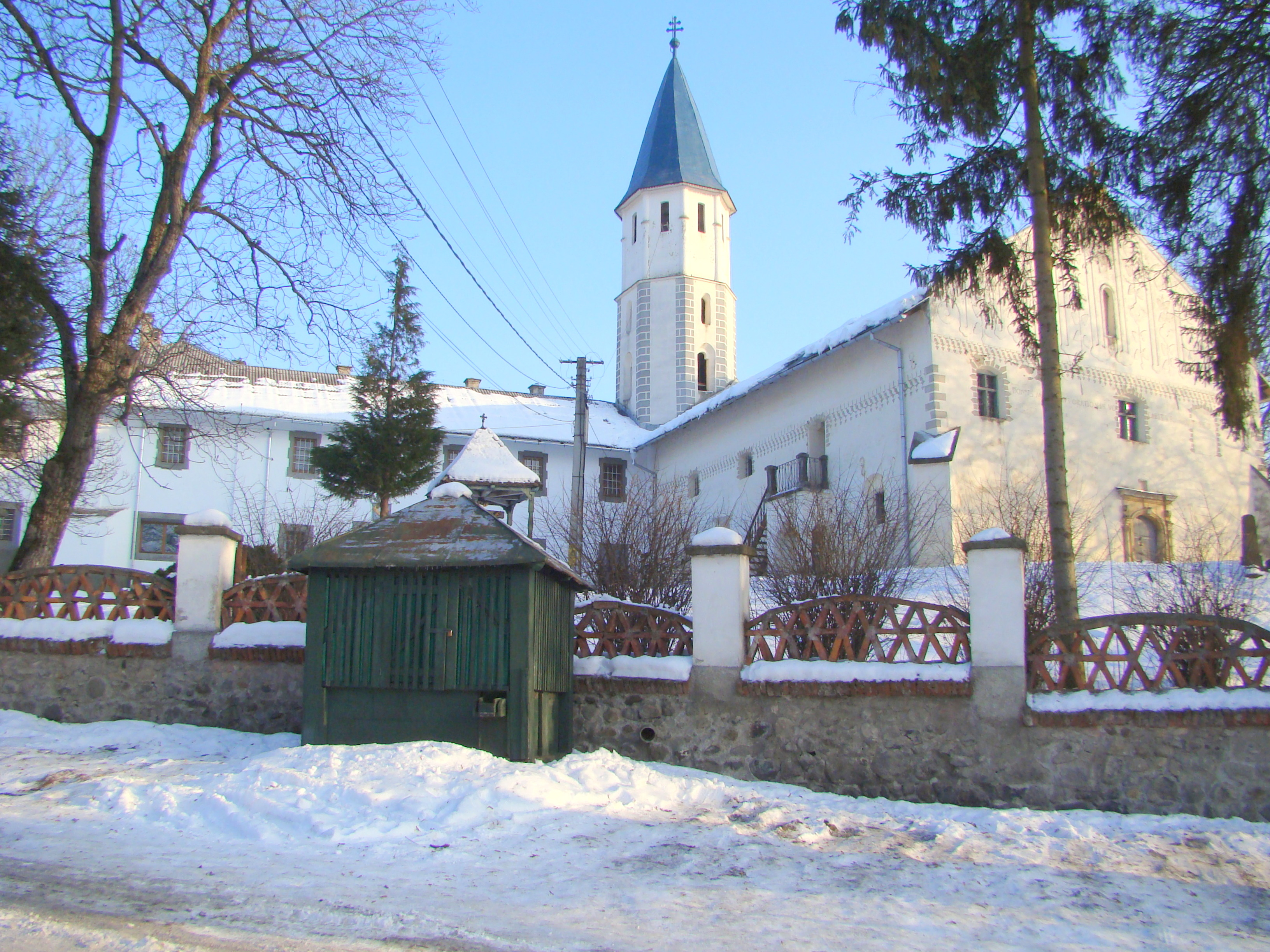
Kirche in Călugăreni
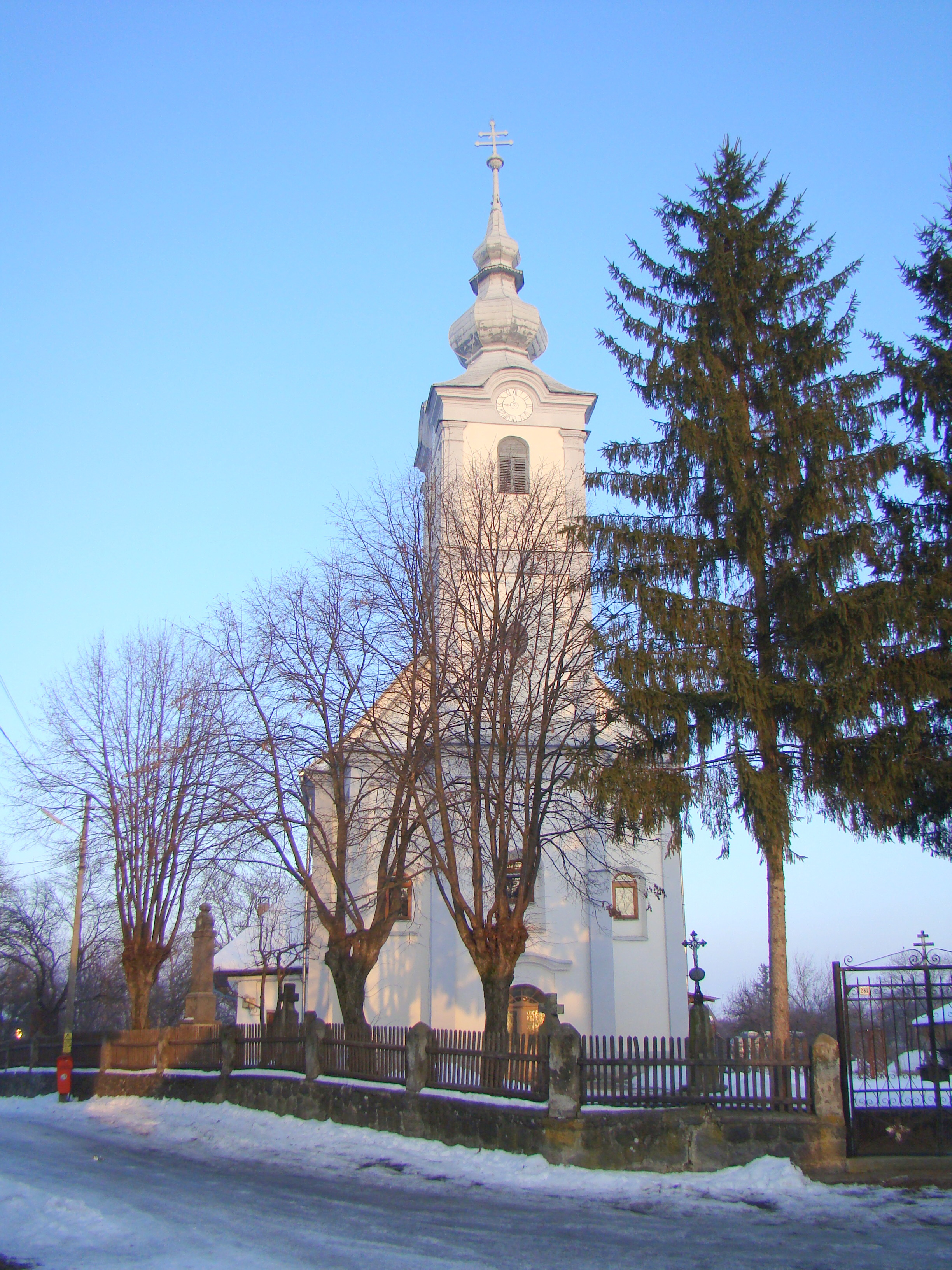
Kirche in Mătrici

## Persönlichkeiten
- Szabó János (1767–1858), in Mătrici geboren, war ein ungarischer Schriftsteller.[10]